# Любовь с первого взгляда (фильм, 1997)
«Любовь с первого взгляда» (англ. Love-Struck) — романтическая комедия 1997 года (США) с элементами драмы и фэнтези режиссёра Лари Пирса. В отечественном прокате фильм также известен под названием «Стрела Купидона».

## Сюжет
Эмили (актриса Синтия Гибб) — молодая женщина, работающая стоматологом. Она проживает в скромной квартире в окружении кошек, что подчёркивает её замкнутый и несколько одинокий образ жизни. Её отношения с Тэдом (актёр Марк Джой) находятся в кризисной стадии из-за нежелания партнёра узаконить их союз. Разочаровавшись в любви, Эмили принимает решение разорвать связь с Тэдом.
Тем временем на Олимпе Венера — богиня любви и красоты — наблюдает за упадком романтических чувств среди людей. Обеспокоенная возрастающей холодностью в человеческих отношениях, она поручает своему сыну, Купидону (актёр Костас Мэндилор), исправить ситуацию. Спустившись на Землю, Купидон принимает облик привлекательного мужчины и, облачившись в случайно найденную одежду, приступает к миссии. С помощью своих золотых стрел он восстанавливает гармонию между поссорившимися людьми.
Однако во время попытки примирить Эмили и Тэда происходит непредвиденное: стрела, предназначенная для Эмили, рикошетит от стены и поражает самого Купидона. Впервые испытав любовное чувство, бог решает добиться расположения женщины. Представившись под именем Майло, он приходит на приём в стоматологическую клинику, где работает Эмили, положив начало необычному роману между смертной и божеством.

## В ролях
| Актёр           | Роль                |
| --------------- | ------------------- |
| Синтия Гибб     | Эмили               |
| Костас Мэндилор | Купидон (на Земле)  |
| Марк Джой       | Тэд                 |
| Сьюзанн Сомерс  | Венера              |
| Тайлер Нойес    | Купидон (на Олимпе) |
| Эми Пэрриш      | Тори Вейл           |